# Кума (притока Вілії)
Кума́ — річка в Україні, у межах Шепетівського району Хмельницької області та Кременецького району Тернопільської області. Права притока Вілії (басейн Прип'яті). 

## Опис
Довжина 18 км. Басейн Куми розташований у межах Білогірського геоморфологічного району. У верхів'ї басейну абсолютні висоти становлять 272,5 м, а в середній течії на кордоні Хмельниччини з Тернопільщиною — 237,4 м. 
Поверхня в басейні дуже почленована ярами і балками. Тут можна спостерігати округлі впадини — «блюдця» глибиною від 2 до 4 метрів. Особливо багато їх на лівому березі річки між Ставищанами і Баймаками. Є тут яри і балки, які прорізують не лише четвертинні, але й неогенові відклади, що, імовірно, сприяє утворенню джерел у заплаві Куми. Поширені у цій місцевості сірі і ясно-сірі опідзолені ґрунти не дуже високої родючості. 
У геоботанічному відношенні басейн річки знаходиться у межах Білогірського геоботанічного району. У цій місцевості колись росли грабово-дубові та дубові ліси, але тепер вони значною мірою замінені на орні землі — поля. На сьогодні дубовий лісовий масив залишився поблизу Кащенців — урочище Рупаківське та північно-східніше Ставищан і Баймаків — урочище Степанівський Ліс. 
У заплаві річки незначні площі займають суходільні луки, а переважають заплавні луки і болота. Заплавні луки розташовані на нормально чи надмірно зволожених лучних і лучно-болотних ґрунтах. Низькі рівні заплави і притерасні пониження зайняті заболоченими і торфовистими луками. їх складають лучні та болотні види трав'янистих рослин — тонконіг болотний, бекманія звичайна, куничник ланцетний, молінія голуба, осока дерниста, осока лисяча, очерет звичайний і незабудка болотна. 
Серед трав'янистих боліт поширені звичайноочеретяні. Великі площі займають осокові та осоково-гіпнові болота. 
Поблизу села Ставищани знаходиться гідрологічний заказник Ставищанський загальною площею 400 гек¬тарів, який створено у 1990 р.

## Розташування
Кума бере початок на схід від с. Ставищани. Тече спершу на захід, далі — на північний захід, у пригирловій частина — на північ. На Хмельниччині тече зі сходу на північний захід. Верхів'я басейну Куми повністю розташоване на північному заході Хмельницької області, а середня і нижня течії — на Тернопільщині. Загалом же Кума має широку і дуже заболочену долину та особливу заплаву. Річка приймає свою першу праву притоку східніше с. Ставищани, а ліву — західніше с. Кащенці. Кума розливається в маленький ставок. Біля с. Баймаки на лівому березі в за-плаві річки видобувають торф. 
Впадає до Вілії біля північно-східної околиці міста  Шумська. 
Притоки: невеликі потічки та меліоративні канали. 
Над річкою розташовані села: Ставищани, Баймаки, Бриків та місто Шумськ.

## Іхтіофауна
Тут водиться до 20 видів риб. Значну щільність мають такі види, як йорж, окунь, в'юн, карась, лящ, верховодка, лин, краснопірка і плітка.

## Земноводні
Особливо численними у весняно-літній період є жаби озерна і ставкова, гостроморда і трав'яна, кумки червоночереві, тритони звичайні й гребінчасті, ропухи сірі. 
Подекуди в басейні Куми вдається спостерігати за плазунами — вужами водяними і звичайними, черепахами болотяними, ящірками прудкими, зеленими і живородними, гадю¬ками звичайними, мідянками і веретільницями.

## Орнітофауна
Птахів лук, боліт і водойм нараховується до 53 видів, птахів степу і поля — до 13 видів, птахів-синантропів — до 7 видів, а птахів лісу — до 47 видів.

## Тваринний світ
На водоймах вдається іноді побачити видру річкову, ондатру, полівку водяну і бобра річкового. На берегах дають про себе знати кроти, полівки, миші, ласки, горностаї, зайці-русаки, лисиці, тхори чорні, бурозубки, нічниці, вовки, козулі, собаки єнотовидні, хом'яки і лосі.